# 1985 Hopmann
1985 Hopmann este un asteroid din centura principală, descoperit pe 13 ianuarie 1929 de Karl Reinmuth.

## Denumirea asteroidului
Asteroidul 1985 Hopmann a fost denumit ca omagiu astronomului Josef Hopmann.